# Capáez (Adjuntas)
Capáez es un barrio ubicado en el municipio de Adjuntas en el estado libre asociado de Puerto Rico. En el Censo de 2010 tenía una población de 1054 habitantes y una densidad poblacional de 111,01 personas por km².

## Geografía
Capáez se encuentra ubicado en las coordenadas 18°12′7″N 66°44′34″O / 18.20194, -66.74278. Según la Oficina del Censo de los Estados Unidos, Capáez tiene una superficie total de 9.49 km², de la cual 9.46 km² corresponden a tierra firme y (0.35 %) 0.03 km² es agua.

## Demografía
Según el censo de 2010, había 1054 personas residiendo en Capáez. La densidad de población era de 111.01 hab./km². De los 1054 habitantes, Capáez estaba compuesto por el 93.55 % blancos, el 3.7 % eran afroamericanos, el 1.52 % eran de otras razas y el 1.23 % pertenecían a dos o más razas. Del total de la población el 99.34 % eran hispanos o latinos de cualquier raza.